# Перемога (станція)
Перемога — колишня вантажна станція Конотопської дирекції Південно-Західної залізниці, розташована лінії від ст. Хутір-Михайлівський (відстань — 21 км). Наступна станція Чигинок закрита 2011 року.
Відкрита 1931 року. У 1992 році станцію передано з Брянського відділення Московської залізниці до Конотопського відділення Південно-Західної залізниці. Закрита 2014 року. До закриття мала код 349804, у системі Експрес 2200804.